# К своднику Силону
«К своднику Силону» — условное название стихотворения римского поэта Гая Валерия Катулла, включённого в состав посмертного сборника («Книги Катулла Веронского») под номером 103. Автор здесь обращается к своднику, убеждая его вернуть 10 тысяч сестерциев или перестать быть грубым и заносчивым.
Исследователи отмечают, что алчный и грубый сводник — один из традиционных персонажей античной комедии. Катулл в своём стихотворении констатирует, что этот психологический тип слишком условен: алчность и грубость сосуществовать не могут, так как мешают делу.
10 тысяч сестерциев — неправдоподобно большая плата за услуги проститутки. Эта же сумма в этом же контексте фигурирует в стихотворении № 41, «На Амеану».